# Suillia dumicola
Suillia dumicola – gatunek muchówki z rodziny błotniszkowatych.
Gatunek ten opisany został w 1943 roku przez Jamesa Edwarda Collina jako Helomyza dumicola.
Muchówka ta ma czułki o nieregularnie przyciemnionym pierwszym członie biczyka. Tułów jej jest matowy z nieco błyszczącym śródpleczem i o całkiem nagiej, zaokrąglonej w zarysie tarczce. Użyłkowanie skrzydła charakteryzuje obecność dużych i mocnych kolców na żyłce kostalnej. Odnóża są ubarwione żółto z brązowymi dwoma ostatni członami każdej ze  stóp. Pierwsza para odnóży samca ma początkowe człony stóp zaopatrzone w kolec o długości nie większej niż szerokość członu. Uda są smukłe. Odwłok samicy odznacza się prostokątnym, pozbawionym wstawki siódmym sternitem o szerokości mniejszej niż dwukrotność szerokości sternitu następnego. Narządy rozrodcze samic mają cylindryczne, guzkowane zbiorniki nasienne – każdy zaopatrzony w zaokrąglony na wierzchołku i skierowany w górę wyrostek.
Owad europejski, dotychczas wykazany tylko z Irlandii, Wielkiej Brytanii i Polski.